# غزل البنات (فلم 1985)
غزل البنات أو حياةٌ معلقةٌ هو فيلمٌ لبنانيٌ كنديٌ أُنتج عام 1985.

## قصة الفيلم
كريم (جاك ويبر) رسام محترف، تربطه علاقة بسمر (هالة بسام) التي جاءت إلى باريس، وهي تعاني القلق والتردد، فالحرب الأهلية ما زالت في مخيلتها. يعاملها بحذرٍ في البداية، لكن علاقة حبٍ تنمو بين الطرفين.

## وصلات خارجية
- مقالات تستعمل روابط فنية بلا صلة مع ويكي بيانات
- غزل البنات على كاروهات